# Fine Art
Fine Art is het derde album dat onder de bandnaam Neuschwanstein in 2016 is uitgebracht. Al in 1979 bracht Neuschwanstein het progressieverockalbum Battlement uit, en na 37 jaar is er een opvolger klaar. Fine Art is echter geenszins een vervolg in de stijl van Battlement en ook de bezetting is anders: Van de oorspronkelijke Neuschwanstein-leden is alleen oprichter Thomas Neuroth nog actief, alle andere medewerkers zijn familieleden of bevriende musici.

## Oorsprong

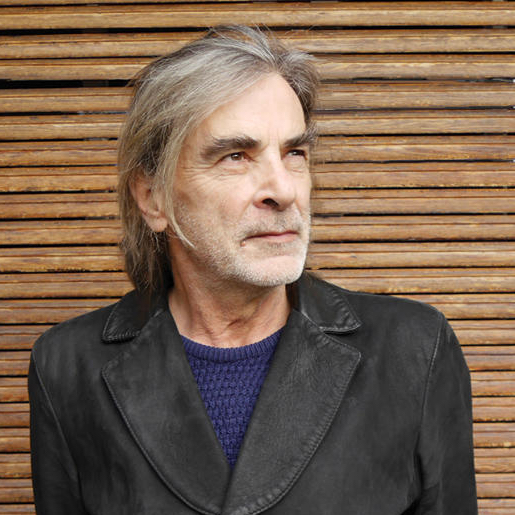
Thomas Neuroth, 2016

In 2005 kreeg Thomas Neuroth een telefoontje van zijn vroegere Neuschwanstein-fluitist, Klaus Mayer, om hem mee te delen dat hun vroegere Neuschwanstein-manager, Ulli Reichert, op een zeer tragische manier was overleden. Dit telefoontje werd gevolgd door verschillende andere, die culmineerden in het weer samen muziek maken na zo'n lange periode van muzikale bandonthouding. Het hoofdstuk "Neuschwanstein" was op de een of andere manier nog niet afgelopen.

Es hat mächtig rumort. […], es musste raus. Nachdem ich lange Zeit nicht komponiert hatte, schwirrten dermaßen viele Ideen in meinem Kopf, auf Zetteln notiert, in dutzenden kleiner Entwürfe und Studien am Klavier herum. Das musste gemacht werden.(Er was een hoop gerommel. […], het moest eruit. Na een lange tijd niet gecomponeerd te hebben, zweefden er zoveel ideeën in mijn hoofd rond, opgeschreven op stukjes papier, in tientallen kleine kladjes en studies op de piano. Dat moest gebeuren.)
— Thomas Neuroth, Interview met Tim Stecher, Empire Music Magazine, nr. 119, pp. 18-19, 2017

Rond 2007 begon Neuroth zijn verschillende composities en schetsen van de vorige jaren te ordenen en op papier te zetten. Hij zegt hierover:

Es hat […] gut ein Jahr gedauert, bis ich mir über die Konzeption des neuen Albums im Klaren war, die Besetzung, den Stil und den Klang. Ein Wachstumsprozess mit vielem Für und Wider, immer wieder erweitert, ergänzt, komplett gestrichen und wieder neu angedacht.(Het duurde […] ruim een jaar voordat ik duidelijk was over het concept van het nieuwe album, de bezetting, de stijl en de sound. Een groeiproces met vele voors en tegens, steeds uitgebreid, aangevuld, volledig geschrapt en opnieuw overdacht.)
— Thomas Neuroth, december 2021

In het begin werd de muziek over een zeer lange periode gemaakt, deels in Neuroths thuisstudio en deels via het internet, wat in die tijd niet helemaal probleemloos was, vooral technisch niet. Na lange inspanningen van samenwerken over grote afstanden waren de opnames zo goed als af, maar werden ze niet helemaal afgemaakt, omdat de wegen van de twee oorspronkelijke Neuroths om verschillende redenen weer scheidden.
Neuroth liet het idee voor dit nieuwe Neuschwanstein-album echter niet rusten, dus begon hij helemaal opnieuw, maar deze keer niet via internet, maar met gastmuzikanten en meestal op locatie. Twee jaar van opnamen in Neuroths kleine thuisstudio; nog eens twee jaar van mixen van de weelderige, synthesizerloze soundscape met fluiten, strijkers en een donderend rockinstrumentarium. Nog een jaar lang hield hij zich bezig met het ontwerp van de omslag. In totaal zou het hele creatieproces, van de geboorte van het idee tot de uiteindelijke release, meer dan acht jaar in beslag nemen.
De keuze van de muzikanten is geen toeval: toen Neuroth's band Neuschwanstein in 1980 uit elkaar ging, bleef hij samenspelen met Michael Kiessling († 2019) in de Michael Kiessling Band. De drummer van de band was Rainer Kind, die onder meer speelde voor Matthias Reim, en wiens muzikaal leider hij was. Deze formatie nam in 1989 een cd op, Kiessling Band, waarop Markus Salzmann samen met Robby Musenbichler de gitaarpartijen opnam. Zowel Kind als Musenbichler stemden ermee in om deel te nemen aan de productie van Fine Art. Neuroth's zoon Valentin vulde Musenbichler's gitaarpartijen aan als tweede gitarist.
Uit kostenoverwegingen konden de nieuwe composities van Neuschwanstein niet met een echt orkest worden opgenomen, zodat Thomas Neuroth voor lange stukken zijn toevlucht nam tot een orkestbibliotheek. Om ervoor te zorgen dat het geluid niet te kunstmatig zou klinken, huurde hij echter de violiste Sabine Fröhlich uit Münster in, die overdubbing toepaste. (Hierbij werden zowel viool- als altvioolsporen meerdere opgenomen.) Ze "stierf bijna", zegt Neuroth, toen hij haar zijn plannen uitlegde om zijn geluid zo rijk mogelijk te laten klinken: veertien keer moet ze de stem van de eerste viool opnemen voor één track, twaalf keer die van de tweede, de altviolen tien keer, en de soloviool hoe dan ook.
Neuroth plande oorspronkelijk een release via de Musea Records Label, dat de twee eerdere Neuschwanstein-albums al had uitgebracht en in principe geïnteresseerd was in Fine Art. Uiteindelijk kwam het echter niet tot een overeenkomst. Om deze reden richtte Neuroth zijn eigen label op, LongBow Records.

## Muziek
Symphonisch-neoromantischer Orchesterklang und rockige Kapelle - Miteinander, gegeneinander, fugisch verzahnt und völlig frei. Emotional und wahrhaftig. Instrumental, wie in den ersten Jahren. Musik, die Geschichten erzählt. Programmmusik.(Symfonisch-neoromantisch orkestgeluid en rockende band - met elkaar, tegen elkaar in, fugaal in elkaar verweven en helemaal vrij. Emotioneel en waar. Instrumentaal, zoals in de beginjaren. Muziek die verhalen vertelt. programmatische muziek.)
— Thomas Neuroth

Zo omschrijft de componist zijn muziek zelf en zo wordt duidelijk dat dit inderdaad niet zomaar een opvolger in de stijl van Battlement kan zijn. Het is een album vol contrasten. Progressieve rock is soms te horen, soms zelfs een beetje heavy of zelfs hardrock op de beste Deep Purple-manier, dan weer neo-romantisch symfonieorkest. De combinatie van rockband en orkest overheerst, waarbij de twee niet als antagonisten musiceren, maar de band functioneert als een stevig geïntegreerd instrument van het orkest.

Ich wollte etwas machen, was so noch niemand macht oder gemacht hat. Orchester und rockige Kapelle. Das einmal als Ganzes sehen. Ein Orchester mit zusätzlichen Instrumenten, eine stark erweiterte Band. Nicht nur den einen die Begleitung des anderen sein lassen. »E-Gitarre ins Orchester! Nehmt die Hammond mit dazu!« Das sollte man laut und immerzu skandieren.(Ik wilde iets doen wat niemand eerder heeft gedaan. Orkest en rockband. Om het als een geheel te zien. Een orkest met extra instrumenten, een sterk uitgebreide band. Niet alleen de ene als begeleiding van de andere. "Elektrische gitaar in het orkest! Voeg de hammond toe!" Dat is wat je de hele tijd scanderen.)
— Thomas Neuroth, interview met Tim Stecher, Empire Music Magazine, nr. 119, pp. 18-19, 2017

Ook Jon Lord heeft zich reeds aan deze moeilijke evenwichtsoefening gewaagd met zijn Concerto for Group and Orchestra. In tegenstelling tot Jon Lords Concerto, waar de rockinstrumenten lange tijd als solo-instrumenten worden behandeld, maken zij in Fine Art integraal deel uit van de gehele klankstructuur. Zelfs wanneer bijvoorbeeld de elektrische gitaar van Musenbichler als solist optreedt, dringt hij zich niet aan de luisteraar op, maar is hij verrassend terughoudend qua volume, zodat alle instrumenten op gelijke voet naast en met elkaar te horen zijn.
In dit licht bezien is Fine Art ongetwijfeld een voorbeeld van symfonische rock en schaart het zich in het rijtje van werken van The Nice, Emerson, Lake & Palmer of zelfs Ekseption.
Het is dan ook niet verwonderlijk dat het album bijna een volledig instrumentaal album is geworden. Van de tien tracks (negen op de lp) zijn er drie bewerkingen van klassieke composities, van Claude Debussy, Camille Saint-Saëns en J. A. P. Schulz.
Fêtes
(Frans voor "vieringen") is gebaseerd op het tweede deel van Claude Debussy's Trois Nocturnes (1899). Fêtes wordt ingeleid door een klavecimbel, een blokfluit en een beatring in de laatmiddeleeuwse of vroege renaissance-stijl. (Als het klavecimbel een luit of schoot harp was, zou deze introductie aan middeleeuwse Jongleur toegeschreven kunnen worden).
De ongeveer tien minuten durende bewerking van Debussy's compositie volgt, en neemt het over van de minstrelen met een donderend rock-ensemble, gedomineerd door elektrische gitaar en Leslie-Hammondorgel, steeds in afwisseling met de andere orkestinstrumenten. Veelvuldige ritmewisselingen maken duidelijk dat deze bewerking in de richting van progressieve rock gaat. Rond het midden eindigt de onstuimige achtervolging van het hoofdthema door de verschillende instrumenten in een furieuze halve finale. Na een korte onderbreking gaat het stuk verder met een ostinatomotief (onderbroken door surrealistische soundscapes), dat geleidelijk in dynamiek en toonhoogte bolero-achtig toeneemt. Hammondorgel en elektrische gitaar domineren ook dit tweede deel van de bewerking. Tegen het einde neemt het hoofdthema het weer over, afwisselend met rock- en orkestinstrumenten.
Wat betreft de opvallende overeenkomsten tussen het ostinatomotief van Claude Debussy, waarop de Trois Nocturnes zijn gebaseerd, en de Bolero van Maurice Ravel, kan alleen worden gezegd dat de compositie van Ravel pas 28 jaar later is verschenen.
Per omnem vitam
(Lat. voor "Door het hele leven") is een van de meest persoonlijke en energiekste tracks op dit album, zoals Thomas Neuroth zelf zegt. Het kostte meer dan een half jaar om te schrijven. Een recensent schrijft in zijn blog over:

As a classical composition alone I think that piece is just brilliant… should be played in symphony halls all over the world… I love how it changes halfway through and proceeds to become very symphonically dramatic or OST by the end.  How can humans write music so brilliant?(Als klassieke compositie alleen al, vind ik dit stuk gewoon briljant... het zou in symfoniezalen over de hele wereld gespeeld moeten worden... ik vind het prachtig hoe het halverwege verandert en tegen het eind erg symfonisch dramatisch of OST wordt.  Hoe kunnen mensen zulke briljante muziek schrijven?)
— Julian Ryan, 22 November 2021

Het stuk bestaat uit twee delen, een puur orkestraal arrangement gedomineerd door een melancholieke fluitmelodie en een rockend gedeelte, met stuwende drums en gitaarsolo, dat tegen het einde thematisch en tonaal terugkeert naar het rustige begin.
God's little plan
Dit korte interludium is volgens Thomas Neuroth "een studie voor de titel The Distributor voor twee piano's", die hij samen met Karl Szelnik opnam. Aan het begin van elk van de twee composities zijn inderdaad bepaalde motief-gelijkenissen te bespeuren. Bij nadere beluistering vallen de ELP-typische harmonische akkoorden die tegen het einde van het stuk opduiken duidelijk op.
Florence Coleman Pt. 1 & 2
Tijdens een verblijf in Parijs vond Thomas Neuroth een Engelstalig dagblad uit Boston (VS) uit 1910, waarin melding wordt gemaakt van een tragisch ongeval van een kind van de vooraanstaande familie Coleman. Daarin staat dat hun dochter Florence kort voor haar twaalfde verjaardag tijdens het spelen op straat door een door een paard getrokken voertuig werd aangereden en aan haar ernstige verwondingen is overleden.
Deze gebeurtenis inspireerde Neuroth tot het schrijven van "Florence Coleman", dat hij in twee delen verdeelde om de verschillende stemmingen tot uitdrukking te brengen: Van de verwachting van de verjaardag, tot het ongeluk, tot het verdriet om het verlies van het kind. Dienovereenkomstig zijn Part 1 en Part 2 sterk contrasterend: terwijl Part 1 wordt gedomineerd door luide elektrische gitaren, een fluit en stuwende drums, is Part 2 een puur orkestraal gedeelte met een bezield pianothema in het midden.
The Angels Of Sodom

Toen deed de HEERE zwavel en vuur over Sodom en Gomorra regenen, van den HEERE uit den hemel. En Hij keerde deze steden om, en die ganse vlakte, en alle inwoners dezer steden, ook het gewas des lands.
— Genesis, hoofdstuk 19, vers 24-25.

Thomas Neuroth moest aan dit Bijbelvers denken toen hij in een Parijs antiquariaat het satirische tijdschrift Le Charivari van juli 1842 in handen kreeg, waarin een litho van de kunstenaar Pierre Joseph Challamel, Les Anges de Sôdome, werd gedrukt.
Geïnspireerd door dit bijbelverhaal ontstond zijn compositie, waarin hij het goddelijk geweld dat neerdaalde op deze zondige steden, tot uitdrukking wilde brengen door middel van passende krachtige muziek. Een stijgend geroffel van het orkest leidt naar een verdubbeld gitaarthema, gedragen door een donderende ritmesectie en een volledig orkest dat in unisono speelt. Vanaf het tweede derde deel van het stuk verandert het ritme en neemt het tempo nog verder toe, als symbool van de vlucht van Lot en zijn familie.
Die Geschichte vom kleinen Hähnchen (Het verhaal van de kleine kip)
Dit is waarschijnlijk het meest curieuze stuk op dit album, een "komisch intermezzo". Het begint eerst met een zeer idiosyncratische, uiterst gutturale gesproken tekst over de onbeantwoorde liefde van een kippetje, waarbij het hele verhaal uit slechts één zin wordt gevormd. Na het recital wordt het stuk afgesloten met een dialoog tussen fluit en piano in een dansende 34-maat. De harmonie van het stuk beweegt zich tussen romantiek en impressionisme.
Samen met de eerste opnames van Der Mond ist aufgegangen, heeft Neuroth dit nummer in 2008 aangepakt vóór alle andere composities op dit album, hoewel in de oorspronkelijke versie de fluit er nog niet aan te pas kwam. Nadat de fluitpartij was gecomponeerd, kwam Neuroth met het idee voor de tekst.

Beim Hören erschien vor meinem geistigen Auge sofort ein kleines Hähnchen, das ich auch direkt gezeichnet habe. Ab dem Zeitpunkt war die Zeichnung die Inspirationsquelle für den Text.(Toen ik het hoorde, verscheen er onmiddellijk een kippetje in mijn geestesoog, dat ik ook direct tekende. Vanaf dat moment was de tekening de inspiratiebron voor de tekst.)
— Thomas Neuroth, januari 2022

De tekening staat aan de binnenkant van de digipack. Oorspronkelijk zou dit Geschichte vom kleinen Hähnchen worden voorgelezen door Harry Rowohlt, die Neuroth zeer bewonderde - niet alleen vanwege zijn taalkundige stempel - en met wie hij dus al in contact stond. Rowohlt overleed echter ten tijde van de briefwisseling, zodat Neuroth de lezing in eigen hand moest nemen.
The Distributor
De titel is gebaseerd op een bezoek van Neuroth in 2015 aan Amsterdam, toen hij onder meer Alexander Taratynov's bronzen beeld van Rembrandt's De Nachtwacht bekeek. Dit beeld, geplaatst direct voor het Rembrandt-monument op het Rembrandtplein, was tussen 2012 en 2020 een echte publiekstrekker. Hoewel het ebolavirus op dat moment ook Europa had bereikt, kon Neuroth waarnemen dat bezoekers herhaaldelijk de open en uitgestrekte hand van een van de figuren aanraakten. Neuroth werd dus getroffen door het concept van de "verspreider" die het virus ongehinderd verspreidt onder miljoenen mensen en onvermijdelijk leidt tot de apocalyps. Volgens Neuroth probeerde hij deze symboliek ook tot uitdrukking te brengen in zijn eigen afbeelding op het album met de open hand boven de door het virus ontvolkte theaterzaal, in overeenstemming met de titel:

Als ich im Sommer 2015 in Amsterdam war und alle diese schweißnassen Hände in sekündlichen Abständen die goldglänzende Hand des Frontmannes der Nachtwache anfassen sah, fiel mir der Titel „Verteiler“ ein. Statt "Distributor" wäre möglicherweise der Begriff „Spreader“ besser gewesen. Aber damals kannte ich den Begriff noch nicht.(Toen ik in de zomer van 2015 in Amsterdam was en al die zweethanden met tussenpozen van één seconde de glimmend gouden hand van de frontman van De Nachtwacht zag aanraken, kwam de titel "Distributeur" in me op. In plaats van "Distributor" was de term "Spreader" misschien beter geweest. Maar toen kende ik die term nog niet.)
— Thomas Neuroth, januari 2022

De titel begint met een speciaal effect, gerealiseerd op een sub-basfluit door Gudula Rosa, gevolgd door een vrolijk, opgewekt orkestraal gedeelte met solofluit in de stijl van het modernisme. Dit gedeelte wordt abrupt vervangen door een hardrockdeel, dat uiteindelijk overgaat in een shuffle, waarvan een deel opzettelijk dissonant is. Thomas Neuroth beschrijft de structuur als volgt:
"Gudula Rosa's sub-basfluit vertegenwoordigt de geboorte van iets verschrikkelijks, om zo te zeggen. Op 1:06 hebben we de nog intacte wereld, op 1:51 ontmoet het verschrikkelijke deze wereld, en op 3:29 is de apocalyps daar, beëindigt alles en blijven de zalen leeg."
Der Mond ist aufgegangen (De maan is opgekomen)
Deze titel is een orkestbewerking van het bekende Duitse lied van Johann Abraham Peter Schulz, dat is gebaseerd op het gedicht Abendlied van Matthias Claudius.
Het arrangement bestaat uit de liedvorm A-B-A' (de zogenaamde "bogenvorm", met een afwijkend laatste deel A'). Deel A begint met de oorspronkelijke melodie van twaalf maten, gespeeld door een altviool, begeleid door de piano. Een orchestral crescendo leidt naar deel B, waarin het strijkersensemble eerst de hoofdmelodie voortzet, nog steeds ondersteund door de piano, maar op een variërende, contrapuntische manier. Na acht maten neemt de fluit het gevarieerde thema over en na nog eens acht maten besluit dit tweede deel. Met een totaal van zestien maten breidt deze variatie het origineel niet alleen melodisch uit, maar ook in lengte. Het laatste deel, A', volgt weer grotendeels het origineel, ditmaal in de vorm van een bijna klassiek blaaskoraal. Het lage koper intoneert aanvankelijk het oorspronkelijke thema, dat na zes maten extra wordt ondersteund door het strijkersensemble, waarop de hoge houtblazers vanaf halverwege de melodie het totale klankbeeld completeren en leiden naar het muzikale hoogtepunt.
Wehmut, stark wie Banyuls (Weemoed, sterk als Banyuls)
Het laatste stuk op dit album is opnieuw een bewerking, ditmaal het arrangement van Camille Saint-Saëns' Sonate voor Fagot en Piano Op. 168 (het eerste deel, Allegro moderato). Dit romantische stuk wordt door Neuroth gepresenteerd op de wijze van een ballade in 68-maat, waarbij de gitaar van Robby Musenbichler aanvankelijk het thema leidt. Kort voor het einde neemt een fagot de melodie over, zoals in het origineel, begeleid door strijkers, orgel en klavecimbel in de stijl van Ekseption.

## Recensies
Thoralf Koß, hoofdredacteur van de website Musikreviews.de, vat samen:

Fazit: Kann man dieses Album von Neuschwanstein wirklich 38 Jahre nach „Battlement“ als eine Art Comeback bezeichnen? Nein, kann man nicht, denn „Fine Art“ ist ein erneutes Meisterwerk von Neuschwanstein, das sich grundlegend vom Vorgänger unterscheidet und statt nach frühen GENESIS oder CAMEL zu klingen, klassische Musik und progressiven Rock in sich vereint und miteinander verschmelzen lässt. Art Rock allererster Güteklasse – ein Lehrstück aus „symphonisch-neoromantischem Orchesterklang und rockiger Kapelle“!(Samenvatting: Kun je dit album van Neuschwanstein 38 jaar na "Battlement" echt een soort comeback noemen?
Nee, dat kan niet, want "Fine Art" is weer een meesterwerk van Neuschwanstein, dat fundamenteel verschilt van zijn voorganger en in plaats van te klinken als vroege GENESIS of CAMEL, klassieke muziek combineert en versmelt met progressieve rock. Art rock van de allereerste orde - een les in "symfonisch-neoromantisch orkestgeluid en rockende band"!)
— Thoralf Koß, Neuschwanstein: Fine Art (Review), in: Musikreviews.de, 24.12.2016

Op Babyblue-seiten.de komt Günter Schote tot de volgende conclusie:

Wer also dem klassischen Progressive Rock zugeneigt ist und die Perlen der späten 70er/frühen 80er kennt und zu schätzen weiß, wird in „Fine Art“ die gelungene Wiedergeburt einer alten Szene-Größe erleben. Ich spinne jetzt mal und hoffe, dass dieses Album nur der Startschuss zu einer Renaissance der Band ist und der nächste Schritt mit dem einen oder anderen alten Weggefährten stattfindet, allen voran Frederic Joos.(Als je van klassieke progressieve rock houdt en de juweeltjes van eind jaren 70/begin jaren 80 kent en waardeert, zul je de geslaagde wedergeboorte van een oude grootheid uit de scene in "Fine Art" meemaken. Ik draai nu en hoop dat dit album slechts het startsein is voor een renaissance van de band en dat de volgende stap zal plaatsvinden met een of andere oude kompaan, in de eerste plaats Frederic Joos.)
— Günter Schote, Neuschwanstein - Fine Art, in: babyblaue-seiten.de, 14.11.2016

In zijn recensie over "exposé - Exploring the Bounderies of Rock" schrijft Peter Thelen:

It’s been a long time, and there are a lot of new faces in the band, but I think most would agree that Neuschwanstein has evolved well, with Fine Art representing a forward-looking and ambitious new approach that makes no attempts to recreate the past.(Het is lang geleden, en er zijn veel nieuwe gezichten in de band, maar ik denk dat de meesten het er over eens zullen zijn dat Neuschwanstein goed geëvolueerd is, met Fine Art als een vooruitziende en ambitieuze nieuwe benadering die geen pogingen doet om het verleden te herscheppen.)
— Peter Thelen, Neuschwanstein - Fine Art, in: Exposé Online, 3.10.2017

Uit Argentinië komt een recensie van blogger Moebius8, die het zo samenvat:

Este es un álbum de opuestos, que combina el rock progresivo sinfónico instrumental siguiendo el derrotero de las mejores bandas que probaron magistralmente algo similar. Nada se deja al azar en "Fine Art". Pulcro, preciso, virtuoso, potente… ufff… y romántico también, una combinación realmente lograda.(Dit is een album van contrasten, een combinatie van instrumentale symfonische progressieve rock in de trant van de beste bands die meesterlijk iets soortgelijks hebben geprobeerd. Niets wordt aan het toeval overgelaten bij "Fine Art". Netjes, precies, virtuoos, krachtig... oefff... en ook nog romantisch, een echt geslaagde combinatie.)
— Moebius8, Neuschwanstein - Fine Art (2016), in: blog Cabeza de Moog, 14.11.2016

## De platenhoes
De platenhoes is een karikatuur van Honoré Daumier, een 19e-eeuwse kunstenaar die een waar multitalent was. Hij werkte als schilder, beeldhouwer, graficus en karikaturist. Thomas Neuroth kleurde het originele artwork.

## Trivia
Er staan coördinaten op die een bepaalde rol spelen in de muziek van het album: 48°50'20.2 "N 2°19'39.9 "E.
Ook zijn zowel een Harley-Davidson als een paard te horen op bepaalde punten op het album. Thomas Neuroth heeft een gratis lp aangeboden aan de eerste persoon die deze coördinaten kan matchen of de locaties van de twee geluiden op het album kan kiezen.
Als je het album op een hoofdtelefoon beluistert, opent zich een bijzondere luisterervaring. Neuroth nam geen genoegen met normale stereotechniek, maar bleef tijdens het mixen de posities van de instrumenten veranderen, alsof ze op het podium rondzwierven. Ook de luisterpositie past zich voortdurend aan de muziek aan: soms begint het vanaf het bureau van de dirigent, soms is het direct voor de gitaarversterker of in het midden van de snaarinstrumenten.
De in de laatste titel genoemde banyuls is een Franse rode wijn met een alcoholgehalte tussen 15 en 22%.

## Musici
- Thomas Neuroth – toetsinstrumenten
- Karel Szelnik – toetsinstrument
- Gary Woolf – dwarsfluit
- Gudula Rosa – blokfluit
- Rainer Kind – drumstel
- Valentin Neuroth – gitaar
- Robby Musenbichler – gitaar
- Sabine Fröhlich – viool, altviool

## Tracks
| Nr. | Titel                               | Duur  |
| --- | ----------------------------------- | ----- |
| 1.  | Fêtes                               | 10:25 |
| 2.  | Per Omnem Vitam                     | 4:51  |
| 3.  | God's Little Plan                   | 1:36  |
| 4.  | Florence Coleman Part One           | 3:56  |
| 5.  | Florence Coleman Part Two           | 3:11  |
| 6.  | The Angels of Sodom                 | 3:06  |
| 7.  | Die Geschichte vom kleinen Hähnchen | 2:32  |
| 8.  | Der Mond ist aufgegangen            | 3:06  |
| 9.  | The Angels of Sodom                 | 2:59  |
| 10. | Wehmut, stark wie Banyuls           | 3:57  |

Het album werd zowel als lp en als cd uitgebracht. De cd bevat ook de track The Distributor.